# Vedāntasāra
Vedāntasāra est un texte sanskrit d'une des six écoles de la philosophie indienne āstika ou orthodoxe attribué au philosophe indien Sadānanda Yogīndra. Le texte qui date du XVIe siècle fait partie des traités importants de l'école philosophique ou du point de vue (darśana) appelé Vedānta.